# Корсет (град)
Корсет (фр. Corsept) насеље је и општина у западној Француској у региону Лоара, у департману Атлантска Лоара која припада префектури Сен Назер.
По подацима из 2011. године у општини је живело 2731 становника, а густина насељености је износила 115,62 становника/km². Општина се простире на површини од 23,62 km². Налази се на средњој надморској висини од 6 метара (максималној 26 m, а минималној 0 m).

## Демографија
| 1962. | 1968. | 1975. | 1982. | 1990. | 1999. | 2011. |
| ----- | ----- | ----- | ----- | ----- | ----- | ----- |
| 804   | 807   | 951   | 1.351 | 1.633 | 1.959 | 2.731 |

График промене броја становника у току последњих година